# 펠릭스 티세랑

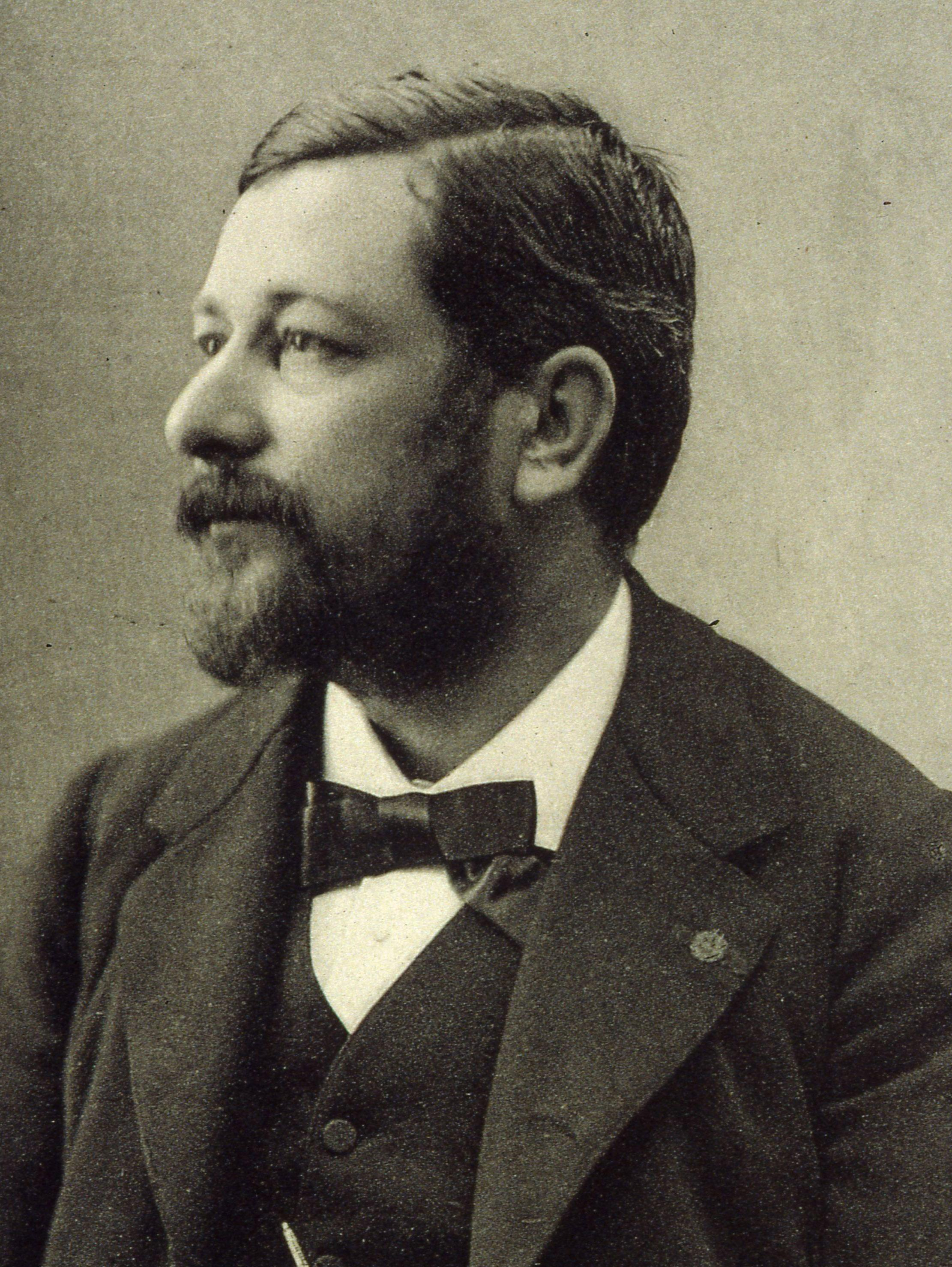

프랑수아 펠릭스 티세랑(프랑스어: François Félix Tisserand: 1845년 1월 13일-1896년 10월 20일)은 프랑스의 천문학자다.

## 같이 보기
- 티세랑 변수